# Den blomstertid
Den blomstertid è un film del 1940 diretto da Alf Sjöberg.